# 塞文
塞文（德語：Seewen，德語發音：[ˈzeːˌvn̩]）是瑞士索洛圖恩州的一个市镇，位於該國北部，面積16.3平方公里，海拔高度544米，2012年人口1,008，六成人口信奉羅馬天主教，人口密度每平方公里62人。

## 外部連結
- 官方网站 （德文）